# Palaeoloxodon namadicus
L'elefante asiatico dalle zanne dritte (Palaeoloxodon namadicus) fu una specie di elefante preistorico vissuto durante il Pleistocene in Asia, dall'India (dove venne scoperto) al Giappone, dove veniva cacciato dalle culture del Neolitico. Si tratta di un discendente di Palaeoloxodon antiquus, rispetto al quale la somiglianza (soprattutto nelle zanne) è così stretta che alcuni autori lo ritengono piuttosto una sottospecie. La struttura del teschio di questi animali è differente da quella di un elefante moderno.

## Dimensioni

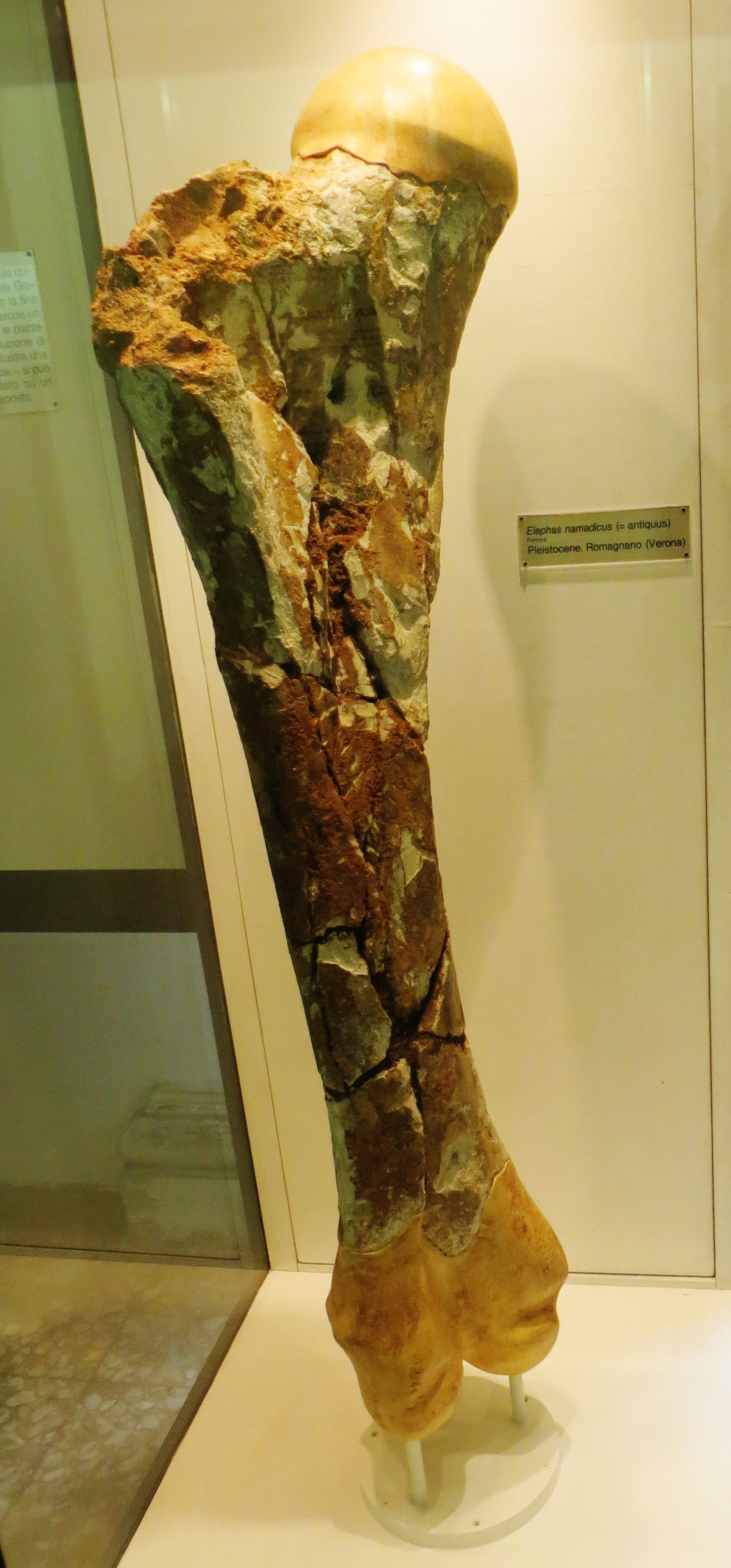
Femore

Diversi studi hanno cercato di stimare le dimensioni di questi elefanti, così come per altri proboscidati preistorici, tramite confronti fra le misure delle ossa e la conoscenza del tasso di crescita relativo, per poter sopperire all'incompletezza degli scheletri.
Uno scheletro parziale rinvenuto in India nel 1905 aveva un femore la cui lunghezza una volta completo raggiungeva i 160 centimetri (5,2 ft) suggerendo un'altezza della spalla di 4.3 metri e un peso di 14 tonnellate per l'individuo.
Due femori parziali rinvenuti nel XIX secolo sarebbero misurati 155 centimetri una volta completi. Un frammento dello stesso luogo era un quarto più grande. Le analisi volumetriche stimano un'altezza di 5 metri al garrese e un peso di 22 tonnellate. Ciò renderebbe P. namadicus il più grande mammifero terrestre di sempre, superando anche il più grande esemplare di Paraceratherium e doppiando la stazza del dinosauro Diplodocus carnegii.